# نيت لاشلي
ناثان كلارك لاشلي (بالإنجليزية: Nathan Clark Lashley)، ويُعرف باسم نيت لاشلي (Nate Lashley)، هو لاعب غولف محترف أمريكي، وُلد في 12 ديسمبر 1982، ويشارك في جولة PGA، وهي أرقى بطولات الغولف الاحترافية في الولايات المتحدة.

## المسيرة المبكرة
ولد لاشلي في مدينة سكوتسبلوف بولاية نبراسكا، وبدأ لعب الغولف في سن مبكرة. التحق بجامعة نبراسكا، حيث لعب ضمن فريق الغولف الجامعي، وحقق نتائج مميزة قبل أن يتحول إلى لاعب محترف في عام 2005.

## المسيرة الاحترافية
بعد سنوات من اللعب في البطولات الثانوية، حقق لاشلي اختراقًا كبيرًا في مسيرته عندما فاز ببطولة روكيت مورغيج كلاسيك عام 2019 ضمن جولة PGA، وهو أول فوز له على هذا المستوى.
تميزت مسيرته بالثبات والعمل الجاد، وتمكن من الحفاظ على مركزه في الجولة بفضل نتائجه المستقرة ومشاركاته المتكررة.

## الحياة الشخصية
عانى لاشلي من مأساة شخصية في شبابه، عندما توفي والداه وصديقته في حادث طائرة أثناء عودتهم من إحدى بطولاته الجامعية. وقد شكّل هذا الحدث جزءًا مهمًا من رحلته الشخصية والرياضية، ويُنظر إليه اليوم كمصدر إلهام في عالم الغولف.

## وصلات خارجية
- صفحة نيت لاشلي – PGA Tour
- قصة لاشلي – Golfweek